# Taillant
Taillant là một xã trong tỉnh tổng Saint-Savinien thuộc tỉnh Charente-Maritime trong vùng Nouvelle-Aquitaine, Pháp. Xã này nằm ở khu vực có độ cao trung bình 42 mét trên mực nước biển.

## Dân số
| Năm  | Dân số | Mật độ |
| ---- | ------ | ------ |
| 1962 | 148    | -      |
| 1968 | 131    | -      |
| 1975 | 134    | -      |
| 1982 | 132    | -      |
| 1990 | 137    | -      |
| 1999 | 131    | 26/km² |